# Roberto Farinella
Roberto Farinella (Castellamonte, 24 maggio 1968) è un vescovo cattolico italiano, dal 27 luglio 2018 vescovo di Biella.

## Biografia
Nasce a Castellamonte, nella diocesi di Ivrea, il 24 maggio 1968 da una famiglia di emigrati siciliani.

### Formazione e ministero sacerdotale
Dopo la maturità, entra nel seminario diocesano e poi, come alunno dell'Almo collegio Capranica di Roma, consegue la licenza in diritto canonico e la specializzazione in giurisprudenza matrimoniale alla Pontificia Università Gregoriana.
Il 24 settembre 1994 è ordinato presbitero dal vescovo di Ivrea Luigi Bettazzi nella chiesa di Castellamonte.
È stato difensore del vincolo e poi dal 1999 al 2005 giudice presso il tribunale ecclesiastico regionale piemontese; divenuto rettore del seminario diocesano di Ivrea nel 2001, dal 2014 è stato anche vicario episcopale per la vita consacrata.

### Ministero episcopale

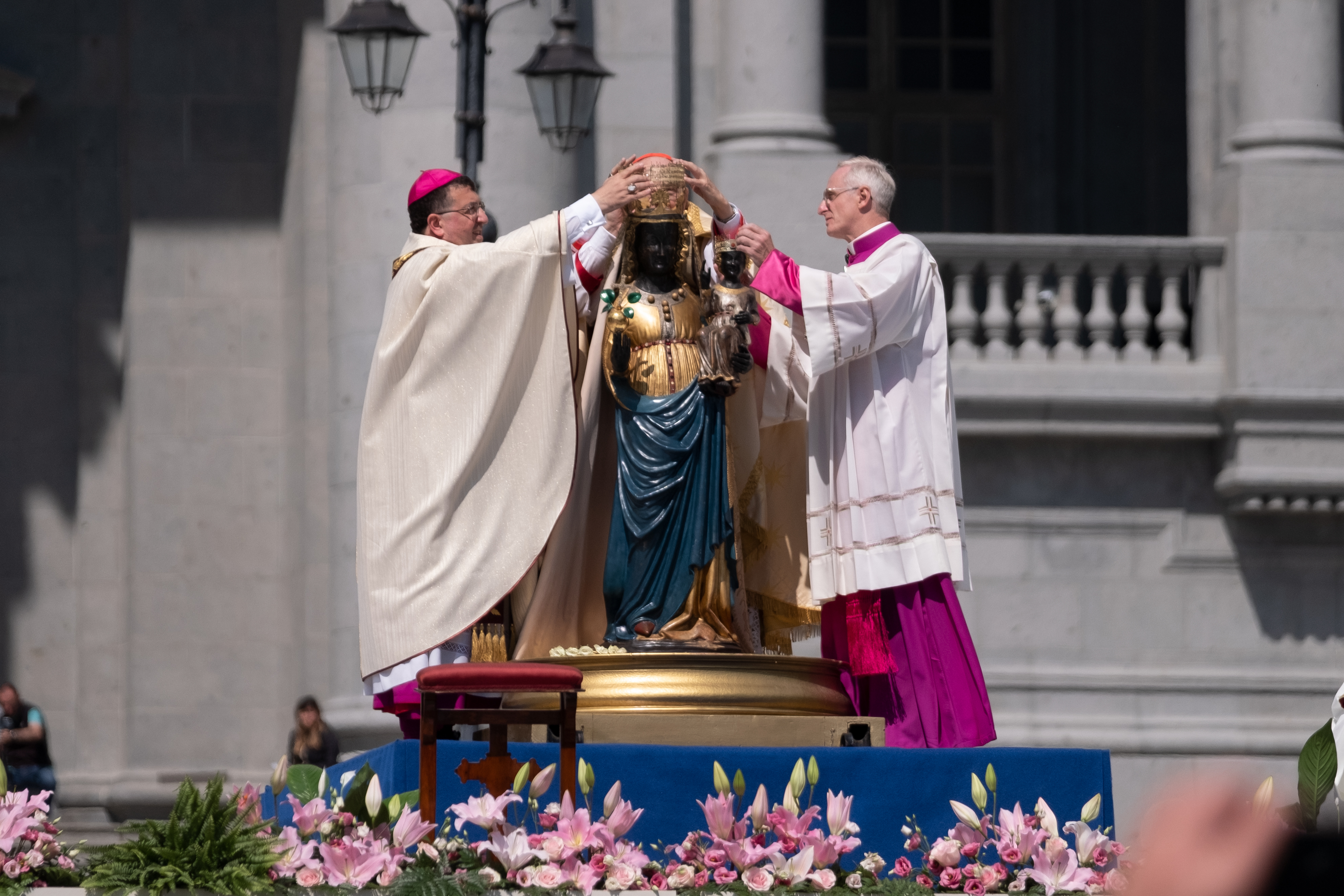
Il cardinale Giovanni Battista Re, legato pontificio, incorona la sacra effigie della Madonna di Oropa, assistito da mons. Roberto Farinella.

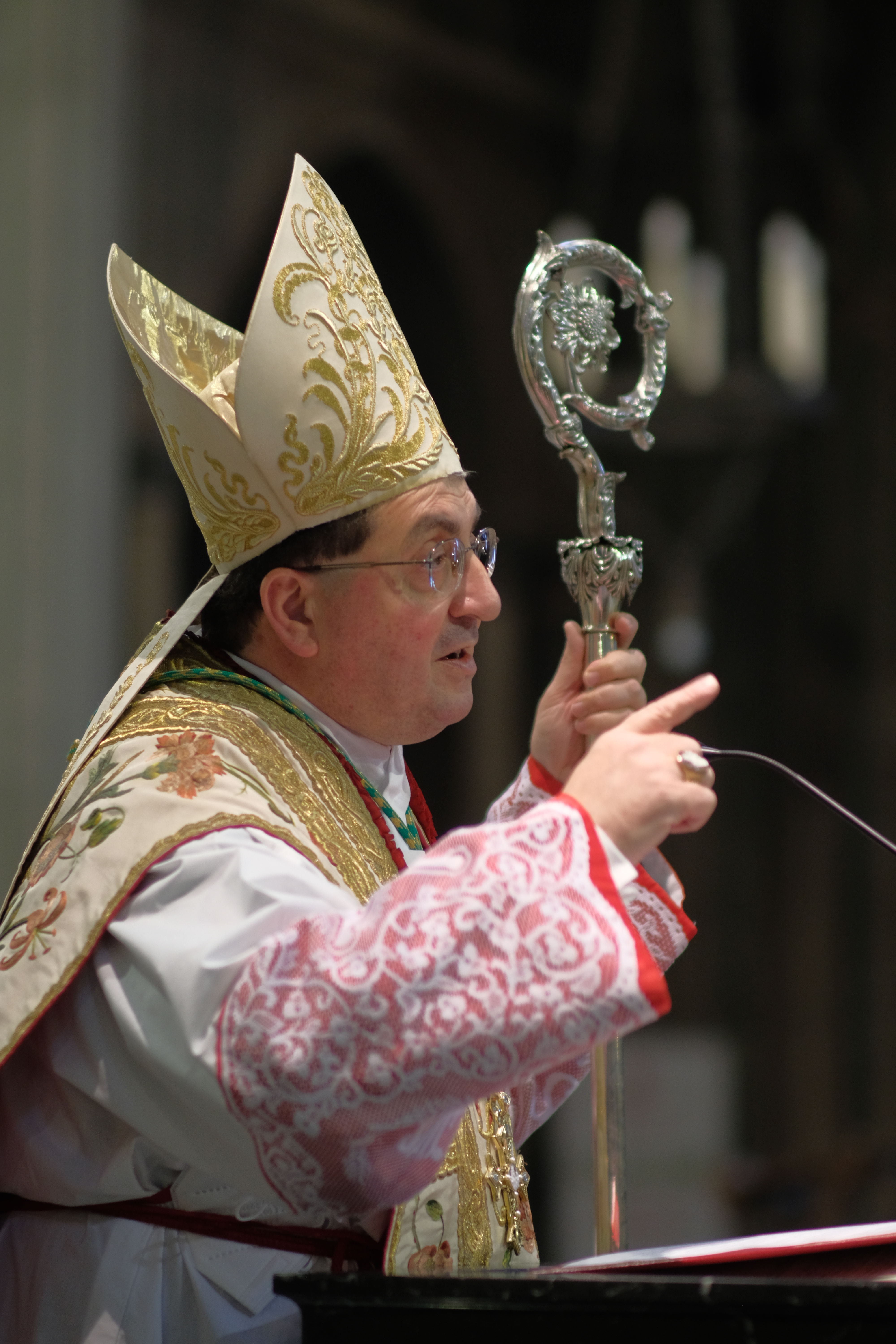
Mons. Farinella nel duomo di Biella, l'8 dicembre 2021.

Il 27 luglio 2018 papa Francesco lo nomina vescovo di Biella; succede a Gabriele Mana, dimessosi per raggiunti limiti di età. Il 29 settembre successivo riceve l'ordinazione episcopale, nella cattedrale di Ivrea, da Edoardo Aldo Cerrato, vescovo di Ivrea, co-consacranti Gabriele Mana, suo predecessore a Biella, e Luigi Bettazzi, vescovo emerito di Ivrea; il 14 ottobre seguente prende possesso canonico della diocesi.
Il 29 agosto 2021, dopo il rinvio di un anno dovuto alla pandemia di COVID-19, concelebra la solenne V centenaria incoronazione al santuario di Oropa, presieduta dal cardinale Giovanni Battista Re, legato pontificio nominato da papa Francesco.
Il 4 giugno 2022 celebra, nella piazza del duomo di Biella, la festa per i 250 anni dalla fondazione della diocesi di Biella, istituita nel 1772 da papa Clemente XIV.

## Genealogia episcopale
La genealogia episcopale è:
- Cardinale Scipione Rebiba
- Cardinale Giulio Antonio Santori
- Cardinale Girolamo Bernerio, O.P.
- Arcivescovo Galeazzo Sanvitale
- Cardinale Ludovico Ludovisi
- Cardinale Luigi Caetani
- Cardinale Ulderico Carpegna
- Cardinale Paluzzo Paluzzi Altieri degli Albertoni
- Papa Benedetto XIII
- Papa Benedetto XIV
- Cardinale Enrico Enriquez
- Arcivescovo Manuel Quintano Bonifaz
- Cardinale Buenaventura Córdoba Espinosa de la Cerda
- Cardinale Giuseppe Maria Doria Pamphilj
- Papa Pio VIII
- Papa Pio IX
- Cardinale Gustav Adolf von Hohenlohe-Schillingsfürst
- Arcivescovo Salvatore Magnasco
- Cardinale Gaetano Alimonda
- Cardinale Agostino Richelmy
- Vescovo Giuseppe Castelli
- Vescovo Gaudenzio Binaschi
- Arcivescovo Albino Mensa
- Cardinale Tarcisio Bertone, S.D.B.
- Vescovo Edoardo Aldo Cerrato, C.O.
- Vescovo Roberto Farinella

## Stemma e motto

### Blasonatura
Partito: nel primo d'azzurro, alla stella (8) d'oro, accantonata da petali di giglio, d'argento, al monte d'argento di tre cime, movente dalla punta; nel secondo, di rosso alle tre spighe di frumento, d'oro, poste a ventaglio, legate da un nastro svolazzante d'argento.
Croce astile, galero e nappe tipiche dei vescovi.

### Motto
Il motto scelto è Spes messis in semine ovvero "la speranza del raccolto è nel seme".